# Соборная площадь (Владимир)
Собо́рная пло́щадь — площадь в Октябрьском районе города Владимира. Территория 0,92 га. Названа по Успенскому и Дмитриевскому соборам, в 1917—1991 годах называлась площадью Свободы.

## История
Соборная площадь — исторически сложившийся центр Владимира. Всемирно известные соборы XII века — Успенский (1158—1160) и Дмитриевский (1194—1197), возвышающиеся на высоком холме над Клязьмой, во многом определяют силуэт города.
Облик площади формируют и древние здания Большой Московской улицы — бывшие губернские Присутственные места («Палаты»), здание городской Думы, Дом офицеров, здание мужской гимназии, городской банк.
На Соборной площади расположено несколько памятников. Перед зданием банка, в небольшом сквере, 5 апреля 1925 года был открыт памятник В. И. Ленину. Интересно, что скульптура была поставлена на постаменте бывшего монумента императору Александру II. Этот вариант памятника (скульптор А. Л. Котихин) простоял лишь 25 лет — ночью 21 июля 1950 года он был заменён на другой — работы скульптора Николая Ивановича Шильникова (1893—?). Разница между ними состояла лишь в том, что фигура с простёртой вперёд (к Успенскому собору) правой рукой Ленина была заменена на фигуру с рукой, опущенной вниз.
В центре площади — монумент в честь 850-летия Владимира (скульптор Даниил Борисович Рябичев), открытый 24 августа 1958 года (тогда была общепринята версия об основании города в 1108 году князем Владимиром Мономахом). Монумент представляет собой усечённую трёхгранную белокаменную пирамиду с вогнутыми внутрь сторонами, где помещены сидящие бронзовые фигуры современного рабочего, древнего воина и зодчего. По замыслу авторов, фигуры олицетворяют прошлое и настоящее города, а высеченные над ними рельефы иллюстрируют важные страницы истории Владимира. Фигура воина обращена в сторону оборонительных Золотых ворот, зодчего — к Успенскому собору, рабочего — в восточный промышленный район города. В народе памятник получил название «Три дурака» («Три лентяя»).
В 1995 году на площади был установлен памятник Андрею Рублёву — последняя работа скульптора Олега Константиновича Комова (1932—1994). 28 июля 2007 года в связи с 850-летием переноса столицы Руси из Киева во Владимир был открыт памятник основателю города князю Владимиру Красное Солнышко и святителю Фёдору, крестителю Владимирской земли (скульптор — Сергей Исаков, архитектор — Сергей Герасимов).

## Галерея
- Успенский Собор
- Городская Дума
- Городской Банк
- Памятник Андрею Рублёву
- Монумент 850-летия Владимира